# Emilio Faà di Bruno
Pour les articles homonymes, voir Faà di Bruno (homonymie).
Emilio Faà di Bruno (né le 7 mars 1820 à Alexandrie, mort au combat le 20 juillet 1866 au large de l'île de Lissa) est un militaire italien qui a servi dans la Marine Royale pendant la troisième guerre d'indépendance italienne.
Il est mort pendant la Bataille de Lissa au commandement du cuirassé Re d'Italia

## Biographie
Emilio Faà di Bruno est le fils de Luigi, marquis de Bruno et di Carolina Sappa de' Milanesi et frère cadet du bienheureux et scientifique Francesco Faà di Bruno.
Il fréquente l'école militaire de la marine de Gênes. Nommé « Guardiamarina »  en 1840, il embarque sur la frégate De Geneys et participe à une croisière d'apprentissage de deux ans aux Amériques.
En 1848-1849, il participe à bord de la corvette Malfatano au bombardement côtier de Caorle à l'époque sous administration autrichienne. Nommé Lieutenant de vaisseau, il effectue la dernière période de la campagne navale en mer Adriatique à bord de la frégate San Michele.
En 1861 il participe au siège de Gaète et Messine avec une « mention honorable » et obtient la promotion de capitaine de frégate. Devenu commandant de la corvette San Giovanni, en 1863 il est désigné pour faire visite aux consulats italiens des Amériques. Au retour de cette mission, il est nommé capitaine de vaisseau de seconde classe. En 1864 il est missionné à Philadelphie pour faire l'audit des travaux de construction de la frégate Re d'Italia.
Premier marin italien à entrer dans la Baie de Baffin, en 1865 Emilio Faà di Bruno prend le commandement du cuirassé  Castelfidardo et est dépêché à Tunis en mission diplomatique en soutien aux émigrés italiens.
En 1866, promu capitaine de vaisseau de première classe, il prend le commandement du cuirassé Re d'Italia (it) avec lequel il prend part à la bataille de Lissa.
Au cours de la bataille le cuirassé Re d'Italia est éperonné et coulé par le cuirassé autrichien SMS Erzherzog Ferdinand Max provoquant la mort d'Emilio Faà di Bruno.
À sa mémoire trois bâtiments de marine lui sont dédiés dont un submersible de la classe Marcello ayant servi dans la Marine Royale italienne pendant la Seconde Guerre mondiale, coulé en 1942.

## Distinctions honorifiques
- Médaille d'or de la valeur militaire à titre posthume.

« Pour sa conduite dans les opérations navales de Lissa, les 18, 19, 20 juillet 1866.  R. D.  15 août 1867. »